# Saga (cidade)
Saga (佐賀市, Saga-shi) é a capital da prefeitura de Saga, na ilha de Kyushu, Japão.
Em Agosto de 2020 a cidade tinha uma população estimada em 232 736 habitantes e uma densidade populacional de 540 hab/km². Tem uma área total de 431,84 km².
Recebeu o estatuto de cidade a 1 de abril de 1889.

## Cidades-irmãs
- Condado de Warren, Estados Unidos
- Glens Falls, EUA
- Busan, Coreia do Sul
- Saku, Japão
- Cussac-Fort-Médoc, França
- Limeira, Brasil
- Lianyungang, China